# Café-théâtre
Il Café-théâtre è una forma di spettacolo diffusa in Francia, e soprattutto a Parigi, di invenzione relativamente recente, nata quando nel 1961 M. Alezra aprì la Vielle Grille, un bar-drogheria dove di tanto in tanto venivano presentati piccoli spettacoli, poesie o canzoni. È solo nel 1966 che venne fondato il primo café-théâtre vero e proprio, il Royal, creato da Bernard Da Costa. La derivazione è però precedente, essendo esso simile al genere del café-concert.
Come dice il nome stesso, il café-théâtre è un piccolo teatro dove è possibile bere, ma non è obbligatorio prendere una consumazione. Gli spazi piuttosto ristretti a disposizione degli artisti li obbligano ad adattarsi e a rinunciare alla maggior parte degli accorgimenti tecnici di scena. Inoltre lo spettacolo dura generalmente dai 50 ai 60 minuti, permettendo così il susseguirsi di più spettacoli diversi davanti ad un pubblico molto ristretto, in quanto le sale possono contenere circa una cinquantina di persone. 
Il café-théâtre è uno spazio di libertà dove gli artisti possono esprimersi senza tabù e la vicinanza e la situazione di intimità con il pubblico è la sua caratteristica principale.